# 파울리아
파울리아 (Fauglia) 이탈리아 토스카나주의 피사도에 위치한 코무네 (지방자치단체)이다. 피사에서 남서쪽 약 60 킬로미터 (37 mi), 피사에서 동남쪽 20 킬로미터 (12 mi) 거리에 있다.

## 지리
콜레살베티, 크레스피나, 로렌차나, 오르차노피사노 등과 경계를 맞대고 있다. 1433년 피렌체인들에게 파괴된 성을 중심으로 했던 소규모 중세 마을에서 기원했다.
'프라치오네'
행정 중심지 파울리아와 아차이올로, 루차나, 발트라노 등의 마을 (프라치오네)로 구성되어 있다.